# Fort Schanskop
Fort Schanskop est l'un des quatre forts construits autour de Pretoria par le gouvernement du Transvaal, avant le déclenchement de la seconde guerre des Boers.
Située sur une colline de Pretoria à l'ouest du quartier de Groenkloof et de la route nationale 14 (Ben Schoeman Fwy), il a été conçu par des architectes allemands pour protéger Pretoria contre d'éventuelles attaques sur la ligne de chemin de fer menant de Pretoria à Johannesbourg. 
Site du patrimoine provincial du Gauteng, le fort est classé comme monument national depuis 1938 et a été, depuis 2000, intégré au complexe du Voortrekker Monument.

## Historique
Le fort Schanskop a été construit en 1897, à l'initiative du président de la «Zuid-Afrikaasche Republiek» (ZAR), Paul Kruger, à la suite du raid Jameson de 1896. Tout comme les forts Wonderboompoort et Klapperkop, Fort Schanskop a été conçu par des architectes de la société d'ingénierie allemande Krupp. À l'origine, huit forts devaient être construits mais en raison d'un manque de fonds, seuls quatre forts furent achevés.
De forme pentagonale, les trois forts construits par Krupp, comprenant des meurtrières devaient pouvoir repousser les attaques de n'importe quelle direction. Une batterie d'artillerie est ainsi montée sur le remblai du fort pour parer à d'éventuelles attaques sous tous les angles. Des tranchées, des enchevêtrements de barbelés et des pièces fortifiées sont érigées en renfort.
Une grande partie de la main d’œuvre utilisée pour construire les forts étaient des ouvriers africains et italiens, assistés d'experts allemands et néerlandais.

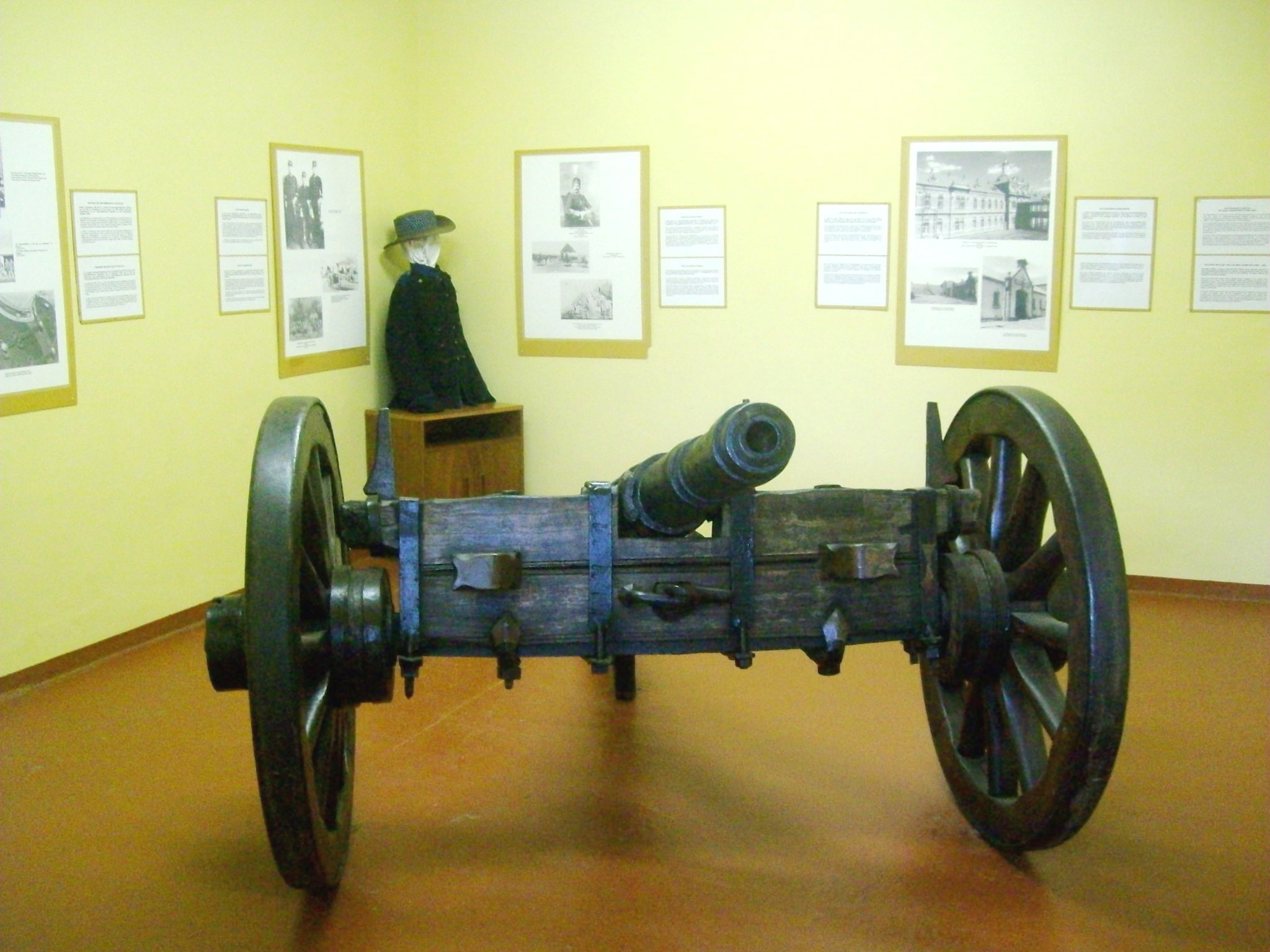
Exposition de canon au sein du musée du fort

La garnison était initialement composée d'un officier et de 30 hommes, armés d'un canon Maxim-Nordenfeldt de 37 mm, de mitrailleuses Maxim à manivelle Martini-Henry et d'un canon Creusot (Long Tom) de 75 mm. En octobre 1899, seuls 17 hommes étaient encore stationnés au fort. Fort Schanskop partageait en outre une station de pompage avec Fort Klapperkop, et l'eau courante provenait de la rivière Apies.
La garnison et les armements ont été progressivement réduits au cours de la seconde guerre des Boers jusqu'à ce qu'il ne reste qu'un seul homme et aucun canon le 5 juin 1900, jour où les forces britanniques ont pris Pretoria. Le fort est alors occupé par le 2e bataillon des Fusiliers Royaux de Dublin puis rétrocédé au gouvernement de l'Union sud-africaine en 1922 et dès lors utilisé par la force de défense de l'Union d'Afrique du Sud.
Le fort est converti en musée militaire en 1962 et rénové en 1978. 
En raison de coupes budgétaires, la force de défense d'Afrique du Sud (SADF) a été forcée de rendre en 1994 à l'Etat le musée militaire de Fort Schanskop (et celui de Fort Klapperkop). Le Fort Schanskop a été racheté à la ville de Pretoria par la société patrimoniale du Voortrekker Monument en juin 2000. Le fort a ensuite été rénové et agrandi.

## Description

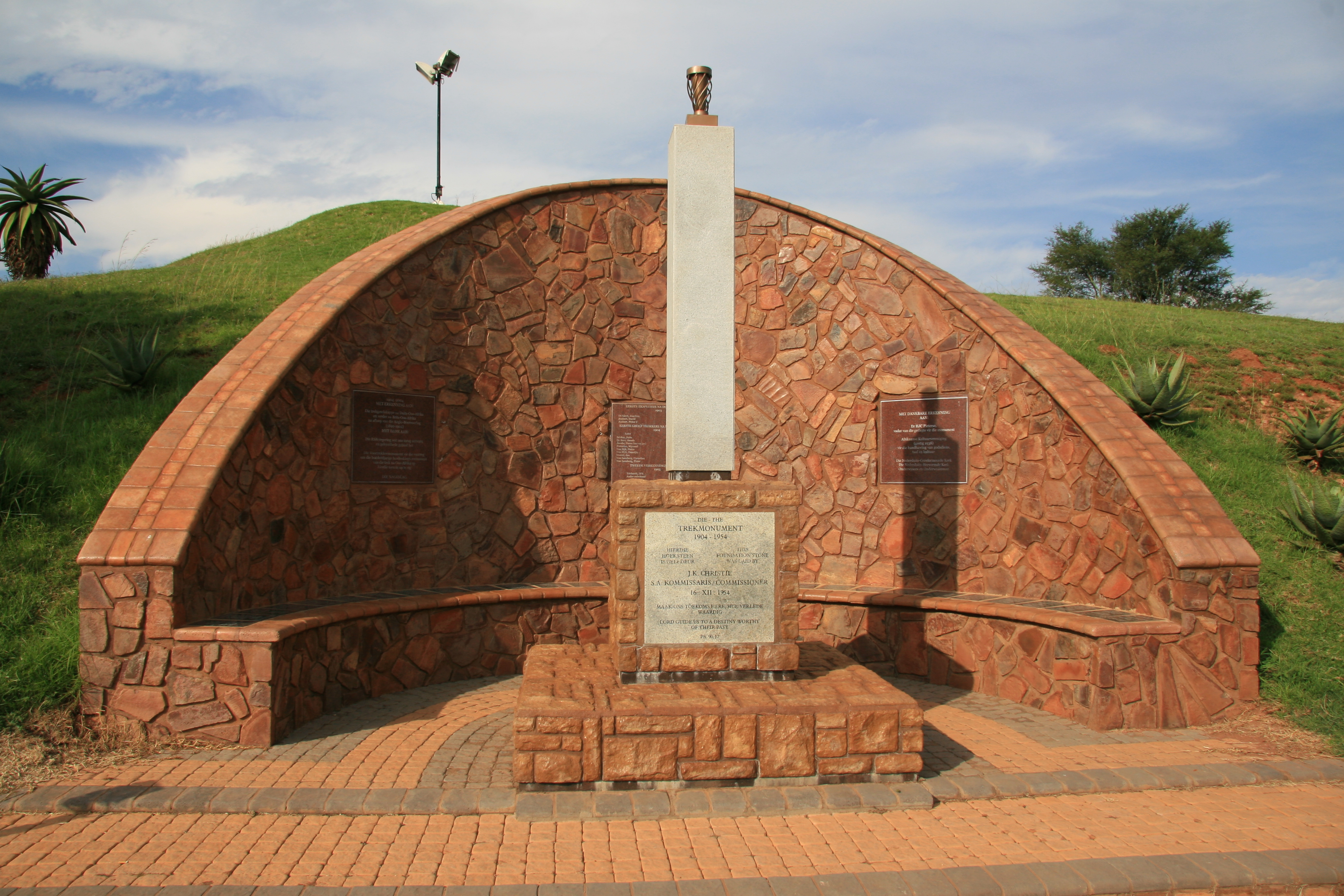
La réplique du Trek Monument

Le musée militaire situé à l'intérieur du fort présente des objets (notamment des armes), des peintures, des portraits de généraux boers et des photographies concernant l'histoire de Fort Schanskop et la guerre des Boers sur une période s'étalant de 1899 à 1914.

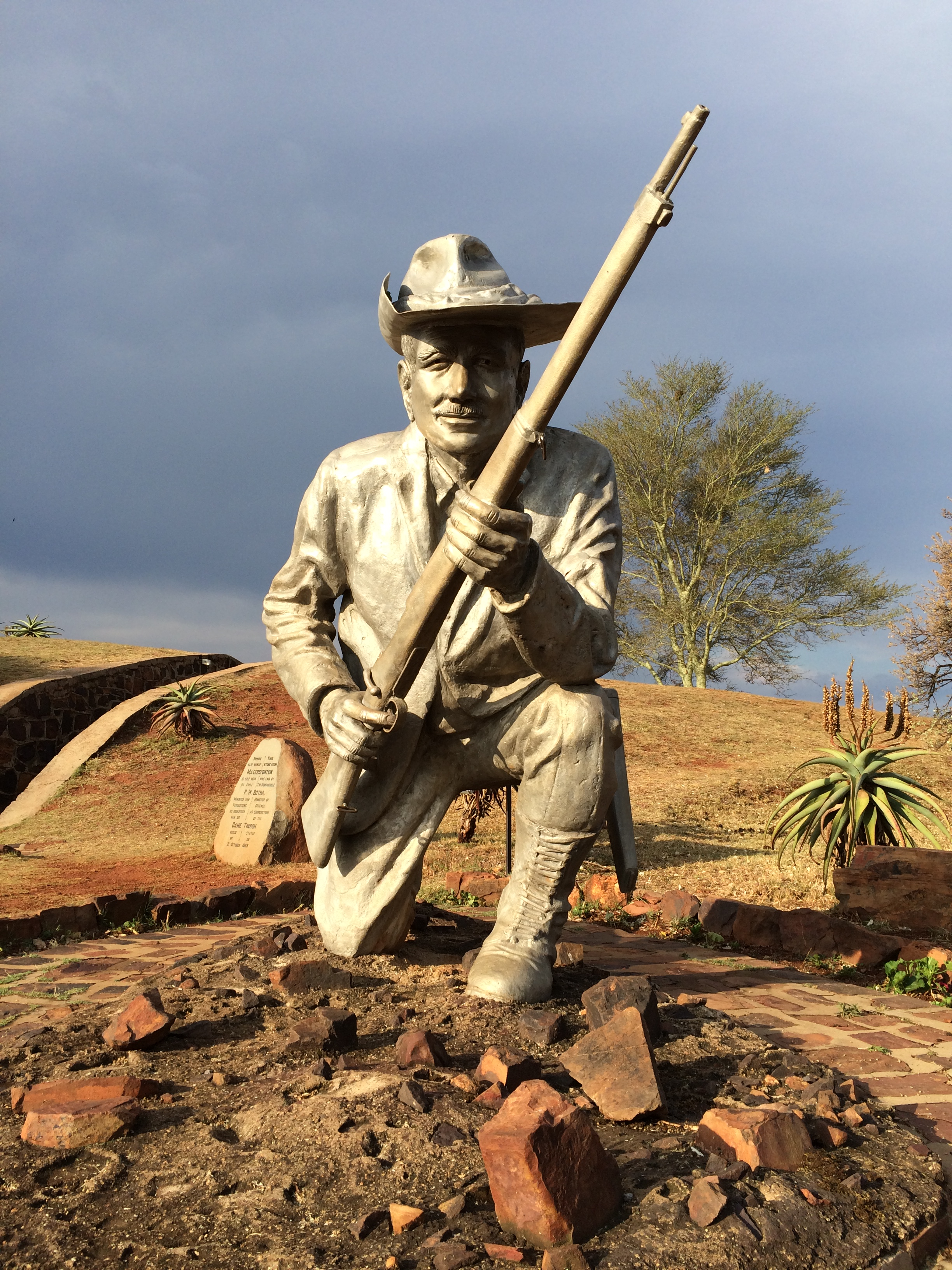
Statue de Danie Theron

Un buste en bronze de 200 kg du commandant général Piet Joubert, chargé de la défense de la ZAR, a été installé à l'intérieur du fort. 
En 2002, une statue de Danie Theron, à l'origine située à la Danie Theron Combat School de Kimberley, a été installée à l'entrée du fort et inaugurée en présence de Nelson Mandela.
Une réplique à l'échelle du Trek Monument, inauguré le 16 décembre 1954 en Tanzanie (alors connu sous le nom de Tanganyika), est également située à l'entrée du fort.